# Peuter

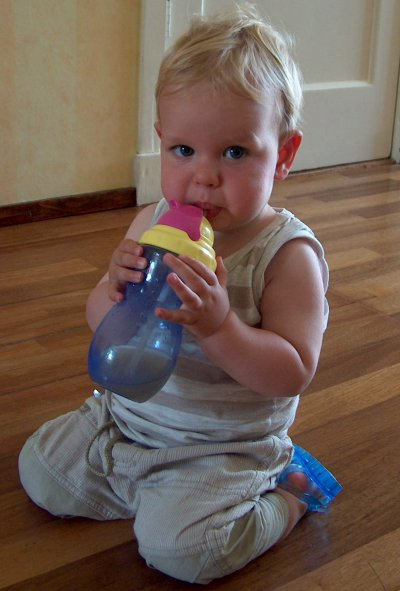
14 maanden oude peuter met fles

Een peuter is een kind tussen 2 en 4 jaar oud en de instap in de kleuterschool in België of het basisonderwijs in Nederland. In Nederland is dat omstreeks 4 jaar, in Vlaanderen vanaf 2 jaar en 6 maanden. Tijdens deze periode leert het kind veel over sociale rollen, maakt grote vorderingen in zijn taalverwerving en ontwikkelt motorische vaardigheden. De meeste kinderen worden zindelijk als ze peuter zijn.
De peutertijd is een belangrijke periode voor de taalverwerving. Een peuter zal vanaf ongeveer 12 maanden een eerste woord laten horen, waarna de taalontwikkeling snel gaat. Rond 18 maanden kent een peuter zo'n 50 woorden, rond 21 maanden worden de eerste zinnen gevormd.
Hier volgen een aantal vaardigheden die normaal gesproken tijdens de peuterperiode worden geleerd. Als een kind achterloopt op een bepaald gebied, hoeft dit niet per se te betekenen dat er een probleem is met de ontwikkeling.
- 12-15 maanden
  - Goed alleen staan
  - Er is sprake van de eerste sociale lach: het lacht alleen naar mama en papa
  - Woorden voor de ouders, zoals "ma-ma" en "pa-pa"
  - Mimische acties zoals het bewegen van de ogen tijdens kiekeboe
  - Kan gericht voorwerpen aanwijzen

- 15-18 maanden
  - Goed alleen lopen
  - Kent een klein aantal woorden
  - Twee blokken stapelen
  - Begroet mensen met "hallo"
  - Egocentrisch denken
  - Spelontwikkeling door middel van imiteren (kinderspel)
  - Magisch denken
  - Concreet denken
  - Animistisch denken
  - Herkennen van kleuren, grootte van voorwerpen en vormen
  - Maken van woordjes, twee-woordzinnetjes en 3-woordzinnen

- 18-24 maanden
  - Eten met een lepel
  - Kent een paar lichaamsdelen
  - Drie of vier blokken stapelen
  - Wil af en toe onafhankelijk zijn
  - Koppigheidsfase/peuterpuberteit

- 24-36 maanden
  - Zoeken naar verborgen voorwerpen
  - Zelferkenning
  - Zelfverwijzing
  - Toont gehechtheid
  - Bezorgdheid bij verlaten
  - Onderscheidt jongens van meisjes

Voordat een kind een peuter wordt, is het een zuigeling. Een jonge peuter wordt soms een dreumes genoemd. Na de peutertijd begint de kleutertijd.
eicel · zygote · embryo · foetus · baby · peuter · kleuter · kind · puber · adolescent · volwassene · oudere · bejaarde